# Cedric Burnside

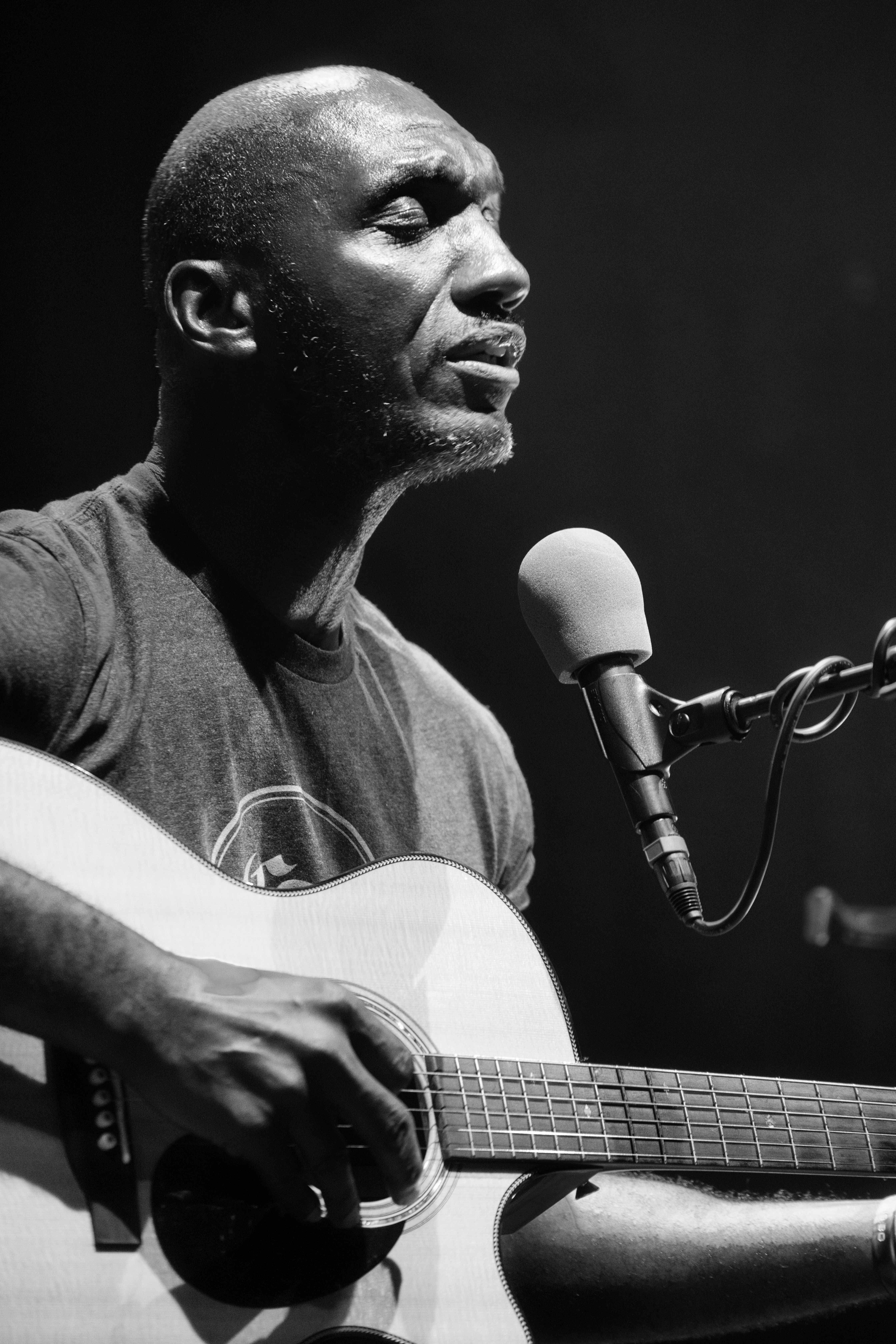
Cedric Burnside

Cedric O. Burnside (* 26. August 1978 in Memphis, Tennessee, USA) ist ein US-amerikanischer Blues-Gitarrist, Schlagzeuger, Sänger und Songwriter.

## Biografie
Burnsides Vater ist der Blues-Schlagzeuger Calvin Jackson, sein Großvater ist der Blues-Sänger, Songwriter und Gitarrist R. L. Burnside. Geboren 1978 in Memphis (Tennessee), wuchs Burnside in Chulahoma (Mississippi) im Haus seines Großvaters R. L. Burnside auf. Mit 13 Jahren begann er als Schlagzeuger mit der Band seines Großvaters auf Tour zu gehen. Nach 2000 begann er auch Gitarre zu spielen.
2006 brachte Burnside zusammen mit Garry Burnside, seinem zwei Jahre älteren Onkel, als Burnside Exploration das Album The Record heraus. Ebenfalls 2006 tat sich Burnside in Clarksdale (Mississippi) mit Lightnin’ Malcolm zusammen. Beide gingen auf Tour und nahmen das Album Juke Joint Duo auf. 2008 veröffentlichten sie Two Man Wrecking Crew, das 2009 einen Blues Music Award in der Kategorie „Best New Artist Debut“ gewann. Das Duo tourte auch mit dem Big Head Blues Club, eine Zusammenarbeit, die dazu führte, dass sie 2011 anlässlich des hundertsten Geburtstags von Robert Johnson gemeinsam das Album 100 Years of Robert Johnson aufnahmen.
Es folgte eine weitere Zusammenarbeit, diesmal mit seinem jüngeren Bruder Cody Burnside und seinem Onkel Garry Burnside; sie gründeten das Cedric Burnside Project, das ab 2011 einige Alben veröffentlichte. 2012 nahm er mit Bernard Allison das Album Allison Burnside Express auf, das 2013 veröffentlicht wurde. Ab 2018 veröffentlichte Cedric Burnside Alben unter seinem eigenen Namen.
Im Laufe seiner Karriere hat Burnside – neben den bereits genannten Musikern – unter anderem live oder im Studio mit Jimmy Buffett, Bobby Rush, Widespread Panic und vielen mehr Schlagzeug gespielt. Er erschien in mehreren Filmen, etwa Verführe mich! (Tempted) und Big Bad Love (beide 2001) sowie Black Snake Moan (2006).

## Auszeichnungen
Blues Music Awards:
Insgesamt 14 Nominierungen, 10 Mal gewonnen:
- 2009: Best New Artist Debut
- 2010: Blues Instrumentalist – Drums
- 2011: Blues Instrumentalist – Drums
- 2013: Blues Instrumentalist – Drums
- 2014: Blues Instrumentalist – Drums
- 2016: Traditional Blues Album
- 2016: Blues Instrumentalist – Drums
- 2017: Blues Instrumentalist – Drums
- 2019: Blues Instrumentalist – Drums
- 2020: Blues Instrumentalist – Drums

Grammy Awards:
Insgesamt 4 Nominierungen, einmal gewonnen:
- 2021: Best Traditional Blues Album[3]

Sonstige Auszeichnungen:
- 2021: NEA National Heritage Fellowship[4]
- 2024: Mississippi Governor’s Art Award for Excellence in Music[3]